# 595 Polyxena
Az 595 Polyxena egy a Naprendszer kisbolygói közül, amit August Kopff fedezett fel 1906. március 27-én.